# Dysstroma angustifasciata
Dysstroma angustifasciata là một loài bướm đêm trong họ Geometridae.